# Time For Fun
A T4F, estilizado como Time for Fun, é uma empresa brasileira de entretenimento e produtora de eventos ao vivo, com sede na cidade de São Paulo, no estado homônimo. Opera o site Tickets for Fun, portal de venda de ingressos.

## História
Em 1983 os empresários Fernando Altério, Sérgio Assumpção e Arthur Prioli (co-proprietário do Canecão) investiram 500 milhões de cruzeiros na construção de uma casa de espetáculos em Moema, São Paulo. Batizada "Palace", foi aberta em abril daquele ano e possuía 3300 metros quadrados de área construída. A abertura do Palace visava ampliar a opção de grandes casa de espetáculos no eixo Rio-São Paulo, onde havia apenas o Canecão, famosa casa de espetáculos do Rio de Janeiro. O primeiro show realizado no Palace foi de Roberto Carlos, na turnê "Emoções".
Os sócios do Palace formaram a empresa CIE Brasil em 1998. No ano seguinte a empresa abriu o Vibra São Paulo em setembro de 1999 enquanto o Palace foi fechado em 2000 e reaberto como DirecTV Hall. O Palace foi fechado em 2012, sendo demolido após a venda do terreno para um edifício.
A CIE Brasil passou a atuar como licenciada da Ticketmaster em 2000. Após o licenciamento, a empresa foi renomeada em 2007 como T4F Entretenimento. e passou a organizar turnês de atrações internacionais no Brasil como Madonna (onde a T4F assinou um contrato de licenciamento de 20 milhões de dólares com a Live Nation Entertainment), Coldplay, Britney Spears e dos festivais Lollapalooza e Primavera Sound.
Com a queda da IMX de Eike Batista e a desistência da Geo Eventos (Globo) de organizar o Lollapalooza, a T4F tornou-se a maior produtora de espetáculos do Brasil. Isso não impediu a empresa de enfrentar prejuízos sucessivos com a organização das turnês de Madonna e Lady Gaga em 2012, que contaram com baixo público.
Em 2017/2018 produziu seu primeiro espetáculo de Teatro Musical totalmente brasileiro: 2 Filhos de Francisco - o Musical, protagonizado por Beto Sargentelli, Bruno Fraga, Laila Garin e Rodrigo Fregnan, sob direção do cineasta Breno Silveira.
Em dezembro de 2023, a empresa foi multada pelo Procon de São Paulo em R$ 626.470,87 pelos problemas registrados na venda de ingressos dos shows da cantora Taylor Swift e nas edições de 2020 e de 2023 do Lollapalooza.

## Casas de espetáculos
| Casa                 | Cidade         | País      |
| -------------------- | -------------- | --------- |
| Vibra São Paulo      | São Paulo      | Brasil    |
| Km de Vantagens Hall | Belo Horizonte | Brasil    |
| Km de Vantagens Hall | Rio de Janeiro | Brasil    |
| Teatro Opera Allianz | Buenos Aires   | Argentina |
| Teatro Renault       | São Paulo      | Brasil    |

## Recepção

### Público
Durante a organização da turnê de Madonna em 2008, o primeiro dia de venda de ingressos sofreu com falhas no site e nas bilheterias.
Em 2010, a Fundação Procon SP multou a T4F por descumprimento do Código de Defesa do Consumidor durante a venda de ingressos da turnê "360º Tour" da banda U2.
Em janeiro de 2025, a Time For Fun possui no Reclame Aqui uma "reputação não recomendada" com uma nota 4,9/10, calculada com base nas reclamações dos consumidores nos últimos 6 meses.

### Imprensa
Em junho de 2023, o Procon de São Paulo notificou a Time For Fun após os ingressos de Taylor Swift no Brasil se esgotarem em poucos horas nos canais oficiais da empresa, mas posteriormente passaram a serem vendidos em canais não oficiais por preços mais elevados, evidenciando uma suspeita de fraude. O Procon também observou nas notícias veiculadas pela imprensa uma falta de organização nos pontos de venda físicos (ver The Eras Tour).
Posteriormente, a Time For Fun anunciou o reforço do policiamento nos postos de vendas, e 32 cambistas foram presos no primeiro dia da fiscalização. Já no site da empresa foi adicionado um reCAPTCHA para tentar evitar o uso de robôs na compra dos ingressos.

## Prêmio
A Time For Fun, venceu do prêmio Top International Independent Promoter, da Billboard Touring Awards, nos anos de 2009, 2010, 2012, 2013 e 2014, e vencedora do Prêmio Caboré 2012.